# Hermann Foertsch
Hermann Foertsch (né le 4 avril 1895 à Drahnow, arrondissement de Deutsch Krone et mort le 27 décembre 1961 à Munich) est un General der Infanterie allemand qui a servi au sein de la Wehrmacht pendant la Seconde Guerre mondiale.
Il a été récipiendaire de la croix de chevalier de la croix de fer. Cette décoration est attribuée pour récompenser un acte d'une extrême bravoure sur le champ de bataille ou un commandement militaire avec succès.

## Biographie
La carrière militaire de Foertsch en tant qu'officier débute le 20 mars 1913 avec son entrée comme porte-drapeau dans le 175e régiment d'infanterie. Le 20 novembre 1913, il y est nommé enseigne de vaisseau.
Hermann Foertsch se rend aux forces américaines sous le commandement de Jacob Devers en 1945. Il a ensuite été accusé pendant le Procès des otages en 1947 mais il a été acquitté.

## Décorations
- Croix de fer (1914)
  - 2e classe
  - 1re classe
- Insigne des blessés (1914)
  - en noir
- Croix de chevalier de l'ordre royale de Hohenzollern avec Glaives (15 mai 1918)
- Croix d'honneur
- Agrafe de la croix de fer (1939)
  - 2e classe
  - 1re classe
- Croix allemande en or (10 juillet 1943)
- Croix de chevalier de la Croix de fer
  - Croix de chevalier le 27 août 1944 en tant que Generalleutnant et commandant de la 21. Infanterie-Division[1]